# Skirvytė
Skirvytė (německy Skirwieth, rusky Северная,([Severnaja])) je rameno delty Němenu. Začíná vlevo po oddělení Atmaty (vpravo) z ramene delty Němenu jménem Rusnė u města Rusnė, 13,5 km od ústí. Ohraničuje zleva největší ostrov v Litvě Rusnė. Prostředkem ramene Skirvytė jde státní hranice mezi  Litva Litvou a  Rusko Kaliningradskou oblastí, na okraji území Regionálního parku Němenské delty. 4 km od Kuršského zálivu se dále rozděluje na Vytinė a Tiesioji. Skirvytė teče na jihozápad a bere s sebou 60-70 % průtoku Rusnė. Po 400 m se ze Skirvytė odděluje další rameno delty jménem Pakalnė (2-6 % z průtoku Skirvytė), po dalších 6 km se dále rozděluje na Vytinė a Tiesioji, přičemž Tiesioji je považována za pokračování Skirvytė a 300 m od Kuršského zálivu se opět odděluje tři další ramena směrem doprava, na území Litvy a odděluje takto čtyři miniaturní ostrůvky od ostrova Briedžių sala. Šířka Skirvytė je 100 - 400 m, hloubka na počátku kolem 8 m, u ústí kolem 1,5 m. Průměrná rychlost toku je 0,1 - 0,2 m/s. V době, kdy řeka nese kry se tvoří ledové zátarasy pod městem Rusnė a u jejího ústí.

## Fauna
Skirvytė je velmi rybnatá. Vyskytují se například:
- Karas obecný Carassius carassius
- Cejn velký Abramis brama
- Podoustev říční Vimba vimba
- Koruška evropská Osmerus eperlanus eperlanus
- Mník jednovousý Lota lota
- Sumec velký Silurus glanis
- Losos atlantský Salmo salar
- Štika obecná Esox lucius
- Okoun říční Perca fluviatilis

a mnoho dalších. Je zde povoleno pouze sportovní/rekreační rybaření a to od města Rusnė jen až do odštěpení ramene Vytinė (poznámka: název Vytinė je rodu ženského. Někdy je však použit tento název ve tvaru rodu mužského: "Vytinis"). Ve velkém zde lze lovit jen v krátkém období korušky.
Rybáři zde potřebují rybářský lístek a osobní doklad, potvrzující totožnost.
V Rusnė (a dále dodávaní do kiosků v Klaipėdě či v Palanze) prodávaní lahůdkoví uzení karasi pocházejí převážně z tohoto ramene.

## Navigace
Navigace je možná 230 dní v roce. V tomto období lze plout jen volným chodem (omezenou rychlostí) a zastavit/přistát lze pouze na vyhrazených místech. K plavbě vlastním motorovým říčním plavidlem kapitán potřebuje příslušná povolení pohraničníků a ochranářů Ž.P. a samozřejmě i osobní doklad, potvrzující totožnost.

## Přítoky
Levé: (z území Kaliningradské oblasti Ruska)
- Kadaginis

## Skirvytė na mapě
| DELTA NĚMENU Atmata Atšakėlė Aukštumala Aukštumalos protaka Bevardis Bevardė Briedžių Dumblė Kadaginis Kiemo Kniaupas Krokų Lanka Kubilių Kurský záliv Leitė Minija Naikupė Pakalnė Palankys Záliv Prūsinė Purvalankis Ragininkų Rindos šaka Záliv Rindutė Rusnaitė Rusnė (Němen) Rusnė Senoji Skirvytė Skatulė Skirvytė (Severnaja) Šakutė Záliv Šilinė Šventos Elenos Šyša Šyškrantė Tiesioji Trušių Ulmas Uostadvaris Duobelė Upaitis Vidujinė Vikis Vilkinė Vilkinės Vito Vorusnė Voryčia Vytinė Vytinės Uostas Zingelinė |